# 臺北市中山區五常國民小學
臺北市中山區五常國民小學（簡稱五常國小），為臺北市中山區的一所小學，校址位於五常街16號，臨近五常國中、榮星公園、臺北捷運中山國中站（文湖線），並附設托兒所。

## 校友
- 溫尚翊：臺灣樂團五月天的吉他手兼團長

## 外部連結
- 臺北市中山區五常國民小學 （页面存档备份，存于）
- 臺北市中山區五常國民小學的Facebook專頁